# Campeonato Gaúcho de Futebol de 1960 - Série A
O Campeonato Gaúcho de Futebol de 1960, foi a 40ª edição da competição no Estado do Rio Grande do Sul. Este campeonato é o último a ser disputado por regiões. O título foi disputado em um quadrangular final. O campeão deste ano foi o Grêmio. Ainda durante a disputa do campeonato já se debatia um novo formato para o campeonato seguinte, deixando de lado pela primeira vez o sistema de regiões.

## Formato
Assim como nos anos anteriores, o campeonato era disputada de forma hierarquizada, em que eram realizados torneios municipais, com seus campeões participando de torneios regionais antes de finalmente participar da fase final. Neste ano, a fase final foi disputada através de um quadrangular no sistema todos-contra-todos, sendo que o primeiro colocado ao final da última rodada é declarado campeão e se classifica à Taça Brasil de 1961.

## Participantes
| Equipe      | Cidade       | Campeão Regional | Participação | Participação | Participação | Melhor campanha    |
| Equipe      | Cidade       | Campeão Regional | Consec       | Total        | Última       | Melhor campanha    |
| ----------- | ------------ | ---------------- | ------------ | ------------ | ------------ | ------------------ |
| 14 de Julho | Livramento   | Fronteira        | 1ª           | 5ª           | 1958         | 3º lugar (1958)    |
| Grêmio      | Porto Alegre | Metropolitana    | 5ª           | 18ª          | 1959         | Campeão (11 vezes) |
| Nacional    | Cruz Alta    | Serra            | 1ª           | 1ª           | —            | —                  |
| Pelotas     | Pelotas      | Litoral          | 1ª           | 8ª           | 1958         | Campeão (1930)     |

## Quadrangular final
| Quadrangular final | Quadrangular final | Quadrangular final | Quadrangular final | Quadrangular final | Quadrangular final | Quadrangular final | Quadrangular final | Quadrangular final | Quadrangular final | Quadrangular final |
| Pos                | Times              | Pts                | J                  | V                  | E                  | D                  | GP                 | GC                 | SG                 | %                  |
| ------------------ | ------------------ | ------------------ | ------------------ | ------------------ | ------------------ | ------------------ | ------------------ | ------------------ | ------------------ | ------------------ |
| 1                  | Grêmio             | 11                 | 6                  | 5                  | 1                  | 0                  | 27                 | 3                  | +24                | 92                 |
| 2                  | Pelotas            | 9                  | 6                  | 4                  | 1                  | 1                  | 16                 | 13                 | +3                 | 75                 |
| 3                  | Nacional           | 3                  | 6                  | 1                  | 1                  | 4                  | 6                  | 18                 | -12                | 25                 |
| 4                  | 14 de Julho        | 1                  | 6                  | 0                  | 1                  | 5                  | 4                  | 19                 | -15                | 8                  |

|  |                                                             |
|  | Campeão Gaúcho de 1960 e Classificado à Taça Brasil de 1961 |

| 14 de Julho |     | 0–3 | 1–1 | 0–3 |
| Grêmio      | 6–0 |     | 5–1 | 7–0 |
| NAC         | 2–1 | 0–4 |     | 2–5 |
| Pelotas     | 4–2 | 2–2 | 2–0 |     |

|  |                      |
|  | Vitória do Mandante  |
|  | Empate               |
|  | Vitória do Visitante |

### Jogos
Turno
| 22 de janeiro de 1961 | 14 de Julho | 0 – 3 | Grêmio                | Estádio João Martins, Santana do Livramento   |
|                       |             |       | 3' 85' Juarez · Gessy | Renda: Cr$ 322 mil Árbitro: Helio Benevenutti |

| 22 de janeiro de 1961 | Pelotas                    | 2 – 0 | Nacional de Cruz Alta | Estádio Boca do Lobo, Pelotas                |
|                       | Enio Souza 14' · Cesar 83' |       |                       | Renda: Cr$ 73 mil Árbitro: Fortunato Tonelli |

| 25 de janeiro de 1961 | Grêmio                                              | 5 – 1 | Nacional de Cruz Alta | Estádio Olímpico, Porto Alegre                |
|                       | Gessy 28' 90' · Juarez 52' · Marino 58' · Elton 81' |       | 24' Pedruca           | Renda: Cr$ 115 mil Árbitro: Helio Benevenutti |

| 25 de janeiro de 1961 | 14 de Julho | 0 – 3 | Pelotas            | Estádio João Martins, Santana do Livramento |
|                       |             |       | Enio Souza · Anito | Árbitro: Djalma Moura                       |

| 29 de janeiro de 1961 | Nacional de Cruz Alta | 2 – 1 | 14 de Julho |                   |
|                       | Arzino                |       | Luiz Carlos | Renda: Cr$ 90 mil |

| 29 de janeiro de 1961 | Pelotas                | 2 – 2 | Grêmio                  | Estádio Boca do Lobo, Pelotas                       |
|                       | Anito 54' · Valdir 55' |       | 62' Cardoso · 74' Gessy | Renda: Cr$ 394 mil Árbitro: Romeu Rodrigues da Cruz |

- Pelotas: Oscar; Cascudo, Candiota, Dedé e Jari; Cléo e César; Anito, Ênio Souza, Valdir e Bedeuzinho. Técnico: Galego.
- Grêmio: Henrique; Sérgio, Airton e Ortunho; Élton e Milton Kuelle; Marino (Cardoso), Gessy, Juarez e Vieira. Técnico: Oswaldo Rolla.

Returno
| 1º de fevereiro de 1961 | Grêmio                                                            | 6 – 0 | 14 de Julho | Estádio Olímpico, Porto Alegre             |
|                         | Élton 19' · Gessy 23' · Caçapava 47' (C) · Juarez 53' · Piche 68' |       |             | Renda: Cr$ 55 mil Árbitro: Flávio Cavedini |

| 1º de fevereiro de 1961 | Nacional de Cruz Alta     | 2 – 5 | Pelotas                                                             | Estádio do Morro dos Ventos Uivantes, Cruz Alta |
|                         | Gol marcado · Gol marcado |       | Gol marcado · Gol marcado · Gol marcado · Gol marcado · Gol marcado | Árbitro: Fortunato Tonelli                      |

| 4 de fevereiro de 1961 | Pelotas           | 4 – 2 | 14 de Julho         | Estádio Boca do Lobo, Pelotas              |
|                        | Enio Souza · Jari |       | Valmir · Paraguassu | Renda: Cr$ 75 mil Árbitro: Flavio Cavedini |

| 4 de fevereiro de 1961 | Nacional de Cruz Alta | 0 – 4 | Grêmio                               | Estádio do Morro dos Ventos Uivantes, Cruz Alta |
|                        |                       |       | 3' · 68' Gessy · 47' Vi · 49' Juarez | Renda: Cr$ 230 mil Árbitro: Hélio Benevenutti   |

| 8 de fevereiro de 1961 | 14 de Julho | 1 – 1 | Nacional de Cruz Alta |  |
|                        | Gol marcado |       | Gol marcado           |  |

| 8 de fevereiro de 1961 | Grêmio                                                    | 7 – 0 | Pelotas | Estádio Olímpico, Porto Alegre                      |
|                        | Gessy 4' 32' 87' · Juarez 6' 8' · Élton 17' · Cardoso 86' |       |         | Renda: Cr$ 637 mil Árbitro: Romeu Rodrigues da Cruz |

- Grêmio: Henrique; Sérgio, Airton e Ortunho; Élton e Ênio Rodrigues; Cardoso, Gessy, Juarez, Milton Kuelle e Vieira. Técnico: Oswaldo Rolla.
- Pelotas: Oscar; Cascudo (Dedé), Candiota e Jari; Cléo e Bide; Anito, Ênio Souza, Valdir, César e Bedeuzinho. Técnico: Galego.

## Premiação
| Campeonato Gaúcho de 1960         |
| Porto Alegre                      |
| --------------------------------- |
| Grêmio Pentacampeão (12.º título) |

| Campeão do Interior de 1960  |
| Pelotas                      |
| ---------------------------- |
| Pelotas Campeão (6.º título) |